# Terrier d'Airedale
El terrier d'Airedale és una raça de gos. Procedeix de la vall d'Aire en el centre d'Anglaterra, on va ser criat cap a 1850 per a la caça de lludries, principalment. Gràcies als continus creuaments, el Terrier d'Airedale va convertir-se en un gos molt intel·ligent, robust i polifacètic. En temps de guerra va ser utilitzat com correu, gos d'assalt o caçador de rates.

## Morfologia
Àgil i vivaç, el terrier d'Airedale és un gos ben proporcionat. De crani llarg i no gaire ample. El cap presenta un stop poc marcat. Els seus petits ulls amaguen una mirada intel·ligent i les seves orelles, en V, cauen cap a davant. Té el pit musculós i baix i duu la cua (de longitud mitjana) aixecada. De pèl llanòs, tes i dens en la seva capa externa i més suau en la interna. Color: lleonat, torrat amb taques negres o gris fosques. La cadira de muntar negra o canosa s'estén sobre la part superior de la cua i el coll; la resta és de color foc. El pelatge és dur, dens i alambrat, cobrint tot el cos i els membres. El subpèl és curt i suau. Alçada: mascles 58-61 cm, femelles 56-58 cm. Pes: al voltant dels 20 kg.

## Temperament
Fort, valent, sempre alerta, viu però mai nerviós, està sempre àvid d'aprendre. És també bonàs amb els nens i vigilant en la casa, a la qual defensa si és necessari. Pacient i agradable, alhora que bulliciós i esportiu.